# Institut unifié de recherches nucléaires

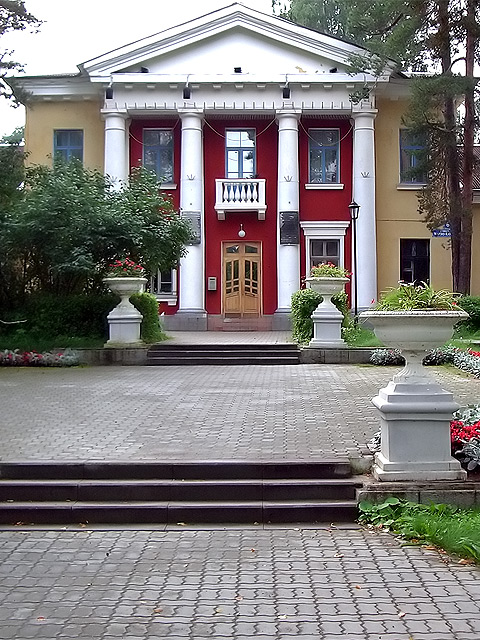
Siège du JINR à Doubna.

L'Institut unifié de recherches nucléaires (en russe : Объединённый институт ядерных исследований, ОИЯИ) est un centre de recherche international de physique nucléaire situé à Doubna, en Russie, dans l'oblast de Moscou (à 120 km au nord de Moscou). Il est plus connu sous son acronyme anglais JINR pour Joint Institute for Nuclear Research.
Il a été créé le 26 mars 1956 à partir de deux instituts de l'Académie russe des sciences.

## Caractéristiques

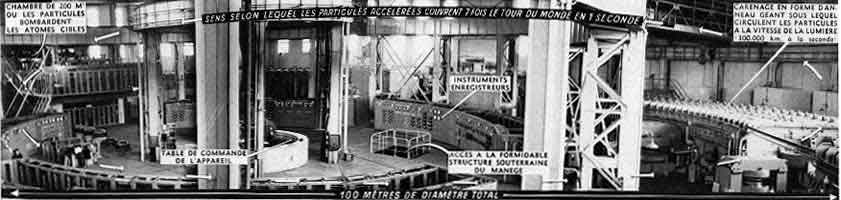
Cyclotron de l'institut en 1957.

Environ 5 500 personnes y travaillent quotidiennement, ainsi que 1 200 chercheurs dont un millier de PhD des États membres (Arménie, Azerbaïdjan, Biélorussie, Chine, Cuba, Géorgie, Kazakhstan, Moldavie, Mongolie, Russie, Slovaquie, Ouzbékistan, Viêt Nam).
En décembre 2022, la République tchèque, Pologne et Ukraine ont quitté JINR et la Bulgarie et la Roumanie ont suspendu leur participation. La Corée du Nord était l'un des États fondateurs en 1956, mais a été suspendue de la participation au JINR depuis 2015.
L'Institut compte en 2010 neuf laboratoires et un centre universitaire :
1. Laboratoire de physique théorique Bogolioubov (LPTB) : physique théorique,
2. JINR Laboratoire de physique des particules (LPP) : physique des particules,
3. Laboratoire des hautes énergies Veksler et Baldin  (VBLHE) : phénomènes relativistes,
4. Flerov Laboratory of Nuclear Reactions (FLNR) : physique des ions lourds,
5. Frank Laboratory of Neutron Physics (FLNP) : physique des neutrons,
6. JINR Laboratory of Information Technologies (LIT) : technologie de l'information.
7. Dzhelepov Laboratory of Nuclear Problems (DLNP) : effets des radiations,
8. JINR Laboratory of Radiation Biology (LRB) : recherches radiobiologiques,
9. JINR University Centre (UC) : centre universitaire.

Il dispose d'un équipement particulièrement performant, notamment :
- un accélérateur de particules supraconducteur d'une puissance nominale de 7 GeV
- trois cyclotrons isochrones à 120, 145 et 650 MeV
- un synchrocyclotron (synchrotron particulier pour les protons) de 4 GeV
- un réacteur générant des pulsations de neutrons à 1,5 GW associé à une nonantaine d'instruments collecteurs.

Le JINR s'est notamment illustré en 1960 avec la découverte de l'hypéron antisigma moins, puis avec les premières synthèses des éléments 104 (1964), 106 (1974, en concurrence avec le Laboratoire national de Lawrence Livermore (LLNL) américain), 114 (1999), 116 (2001), 113 (2004, en collaboration avec le LLNL), 115 (2005, en collaboration avec le LLNL), 118 (2006, en collaboration avec le LLNL) et 117 (2010).